# Racquetball

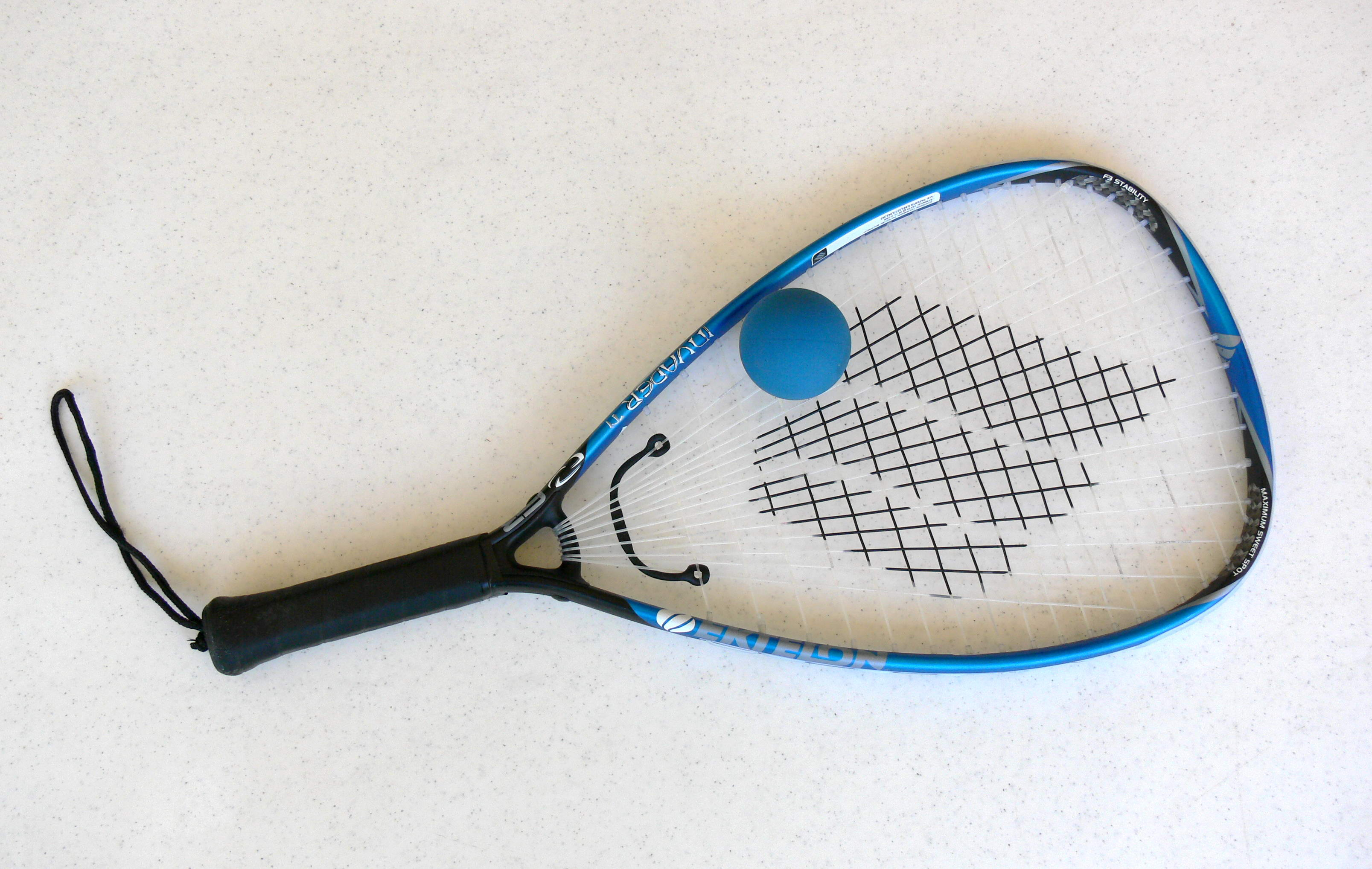
Ball und Schläger mit der typischen Schlaufe um das Handgelenk

Racquetball (veraltet auch racket tennis) ist eine zu den Rückschlagspielen zählende Ballsportart, die sowohl mit Tennis als auch Squash verwandt ist. Racquetball wird heute nach Angaben des Deutschen Racquetball Verbands von zirka 30 Mio. Menschen auf der ganzen Welt gespielt.
Die Sportart wurde von Tennisspielern in den USA Ende der 1920er Jahre entwickelt. Diese nutzten American Handball-Courts für das Wintertraining. Nach 1950 wurden die ursprünglich für das Spiel verwendeten durchlöcherten Holzschläger durch bespannte Schläger ersetzt. 
Der verwendete Racquetball ist ein springfreudiger Hohlgummiball, der etwas kleiner als ein Tennisball ist. Racquetball wird heute in einem normierten Court von 12,192 m Länge und 6,096 m Breite gespielt. Wie beim Squash nutzen die gegnerischen Spieler das Spielfeld gemeinsam und spielen den Ball über die vordere Wand zurück. Die Seiten- und Rückwände des Courts können zum strategischen Platzieren des Balles benutzt werden. 
Racquetball zählt nicht zu den olympischen Sportarten, ist aber zum Beispiel Teil der World Games und Panamerikaspiele.
Der Asteroid (12426) Racquetball wurde nach der Sportart benannt.